# José Carlos Castillo
José Carlos Castillo (Città del Guatemala, 8 agosto 1992) è un ex calciatore guatemalteco, di ruolo attaccante.